# Konstantin Danil
Pour les articles homonymes, voir Danil.
Konstantin Danil (en serbe cyrillique : Константин Данил ; né en 1802 à Lugoj - mort le 25 mai 1873 à Zrenjanin) était un peintre serbe d'origine roumaine. Il est surtout réputé pour ses portraits.

## Œuvres
Parmi ses œuvres, on peut signaler deux portraits conservés au musée national de Belgrade, un Portrait de femme et le Portrait de Sophia Deli (1840) ou encore La Femme de l'artiste et surtout le Portrait de Petar Jagodić conservé à la Matica srpska de Novi Sad et le Portrait de Maria qui date de 1872.
Konstantin Danil a également peint l'iconostase de l'église Saint-Georges d'Uzdin, en Voïvodine, constituée de 69 icônes, pour la plupart de petit format, peintes en 1833-1836 ; par leur thème et leur style, elles s'inscrivent dans la tradition de la peinture d'icône du XVIIIe siècle ; en y ajoutant celles du trône de l'archiprêtre, dans la même église, elles constituent le plus important ensemble de peintures religieuses de l'artiste. 

### Autres œuvres
- 1832 : iconostase de l'église de la Dormition-de-la-Mère-de-Dieu de Pančevo[2] ;
- 1852-1855 : iconostase de l'église de la Transfiguration de Dobrica[3],[4] ;
- 1858-1861 : iconostase de l'église de l'Ascension de Jarkovac[5],[6],[7].